# Stockholms norra station

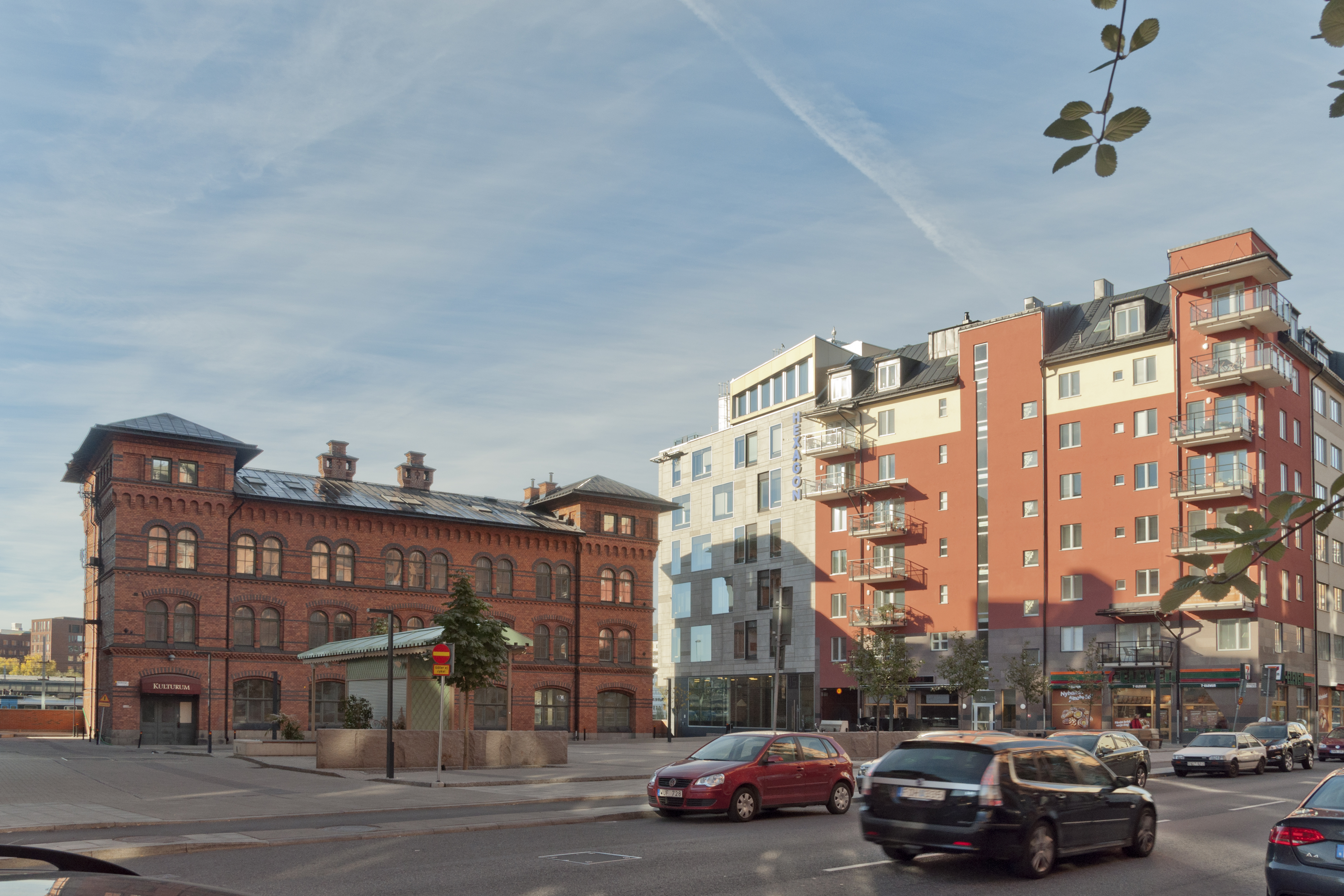
Expeditionshuset vid Norra Bantorget, 2010.

Stockholms norra station var under 1800- och 1900-talen namnet på två olika järnvägsstationer i Stockholm. Stationen, som (från 1871) var en utpräglad godsstation, låg 1866-1925 vid Norra Bantorget, strax norr om Stockholms centralstation. Därefter flyttades stationsnamnet till den redan befintliga stationen vid Norrtull vid innerstadens norra kant. Godsverksamheten upphörde på 1990-talet. Delar av stationen vid Norrtull är idag (2014) rivna som ett led i det kommungränsöverskridande stadsbyggnadsprojektet Hagastaden i Stockholm och Solna.

## Norra station, Norra Bantorget

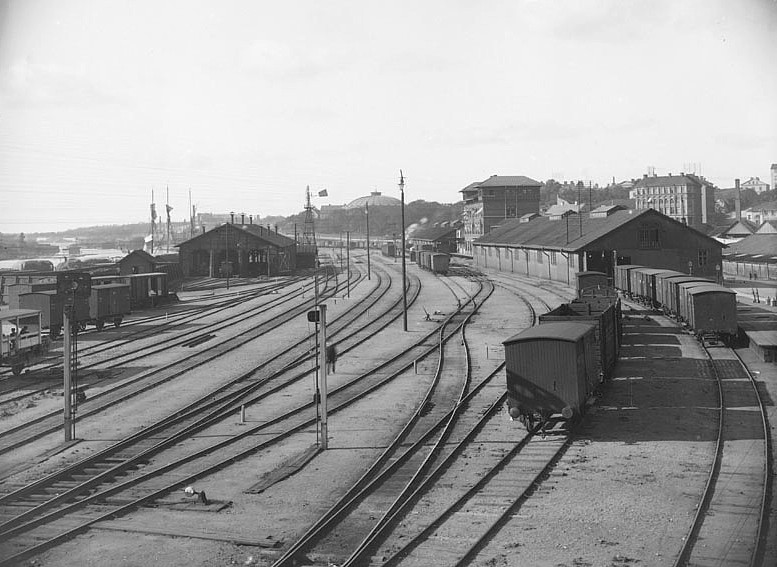
Stationsområdet vid Norra Bantorget 1896.

Den 20 september 1866 öppnades Norra station vid Norra Bantorget för allmän trafik. Platsen var ändstation för Norra stambanan mellan Stockholm och Uppsala. Då Stockholms centralstation och sammanbindningsbanan ännu inte var färdigbyggda inköptes ett gammalt envånings trähus att användas som provisoriskt stationshus. Efter Centralstationens invigning 1871 omgjordes Norra station till godsstation för permanent bruk. Folke Zettervall ritade 1893 den byggnad som kom att benämnas Stockholms norra expeditionshus, och vilken fortfarande står kvar men nyttjas för annan verksamhet. På platsen fanns tidigare även två långa godsmagasin för ankommande respektive utgående gods. De var utförda i trä med plåtbeklädda tak.
Expeditionshuset kan idag ses som ett ståtligt exempel på 1890-talets tegelarkitektur med välbevarade fasader. Invändigt har planlösningen i huvudsak bevarats trots ombyggnader under åren. Byggnaden är idag byggnadsminnesmärkt.

## Norra station, Norrtull

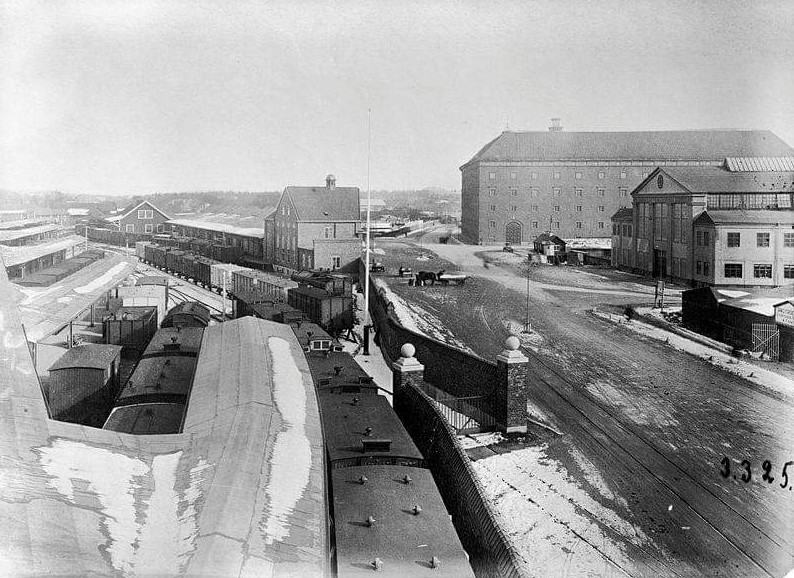
Solnavägen (Norra stationsgatan) österut 1925. Norra station till vänster och Grönstedtska palatset samt Bröderna Hedlunds verkstad till höger.

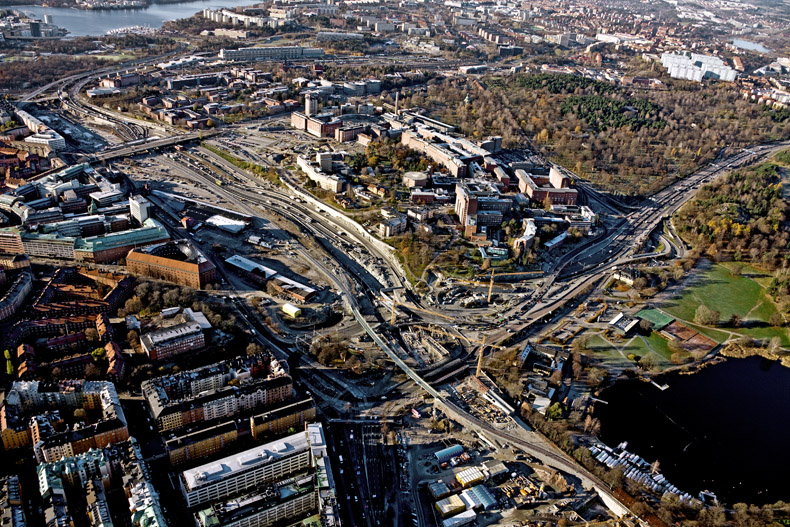
Norra station från ovan, 2010.

1882 hade Norrtulls station invigts vid Norrtull i nuvarande Vasastan. Adolf W. Edelsvärd ritade stationshusen utmed den nya Värtabanan och lät här resa en envånings stationsbyggnad i fransk nyrenässans, samma stil som även användes till Värtans station. 
I samband med att godsstationen vid Norra Bantorget avvecklades 1924 restes nya järnvägsbyggnader ritade av Folke Zetterwall, som då var chefsarkitekten vid Statens Järnvägars arkitektkontor, i fogstruket rött tegel vid Norrtull på det gamla stationshusets plats. Verksamheten flyttade därmed norrut tillsammans med det gamla stationsnamnet. Två expeditionshus tillkom för ankommande respektive avgående gods. Expeditionshuset för avgående gods försågs med ett klocktorn (och kallades därför oftast för Klockhuset). I anslutning uppfördes två 200 meter långa magasin. Vid dessa kunde man samtidigt lasta eller lossa 94 vagnar mot tidigare 46.
Utmed Norra stationsgatan (dåvarande Solnavägen) och de omgivande kvarteren Städet, Härden och Blästern växte industribebyggelsen. I den nybildade Vin- & Spritcentralens produktionsbyggnad kallad Grönstedtska palatset byggdes en hiss som rymde en hel järnvägsvagn som kunde skickas upp till första våningen där tappningen av tankarna skedde. Automobilpalatset uppfördes intill och var vid sin tid Europas största garage med fullservice för bilar. Bröderna Hedlunds verkstadskomplex var granne till Automobilpalatset men revs 1958 för bygget av Siemenshuset. Apotekarnes Mineralvattens nya anläggning byggdes 1931–1934, och Svenska Philips-huset med kontor och lager invigdes 1931. På 1930-talet restes Industricentralen som var Sveriges första industrihotell.
Godsverksamheten avtog från 1960-talet för att på 1990-talet upphöra helt. På platsen finns fortfarande finns en järnvägsteknisk trafikplats på Värtabanan mellan Karlberg och Värtan.

### Bilder från Norrtull

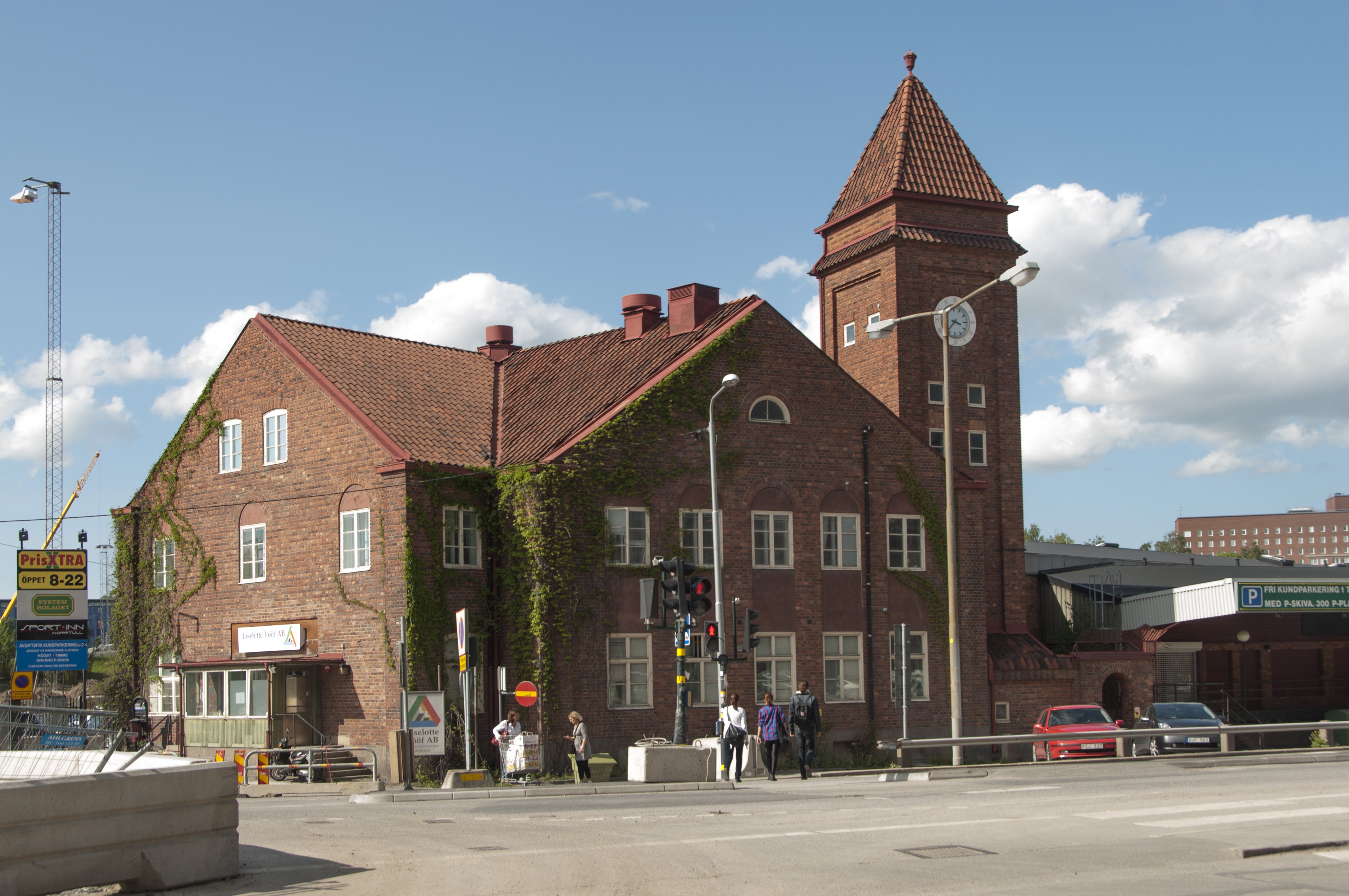
Klockhuset, 2011
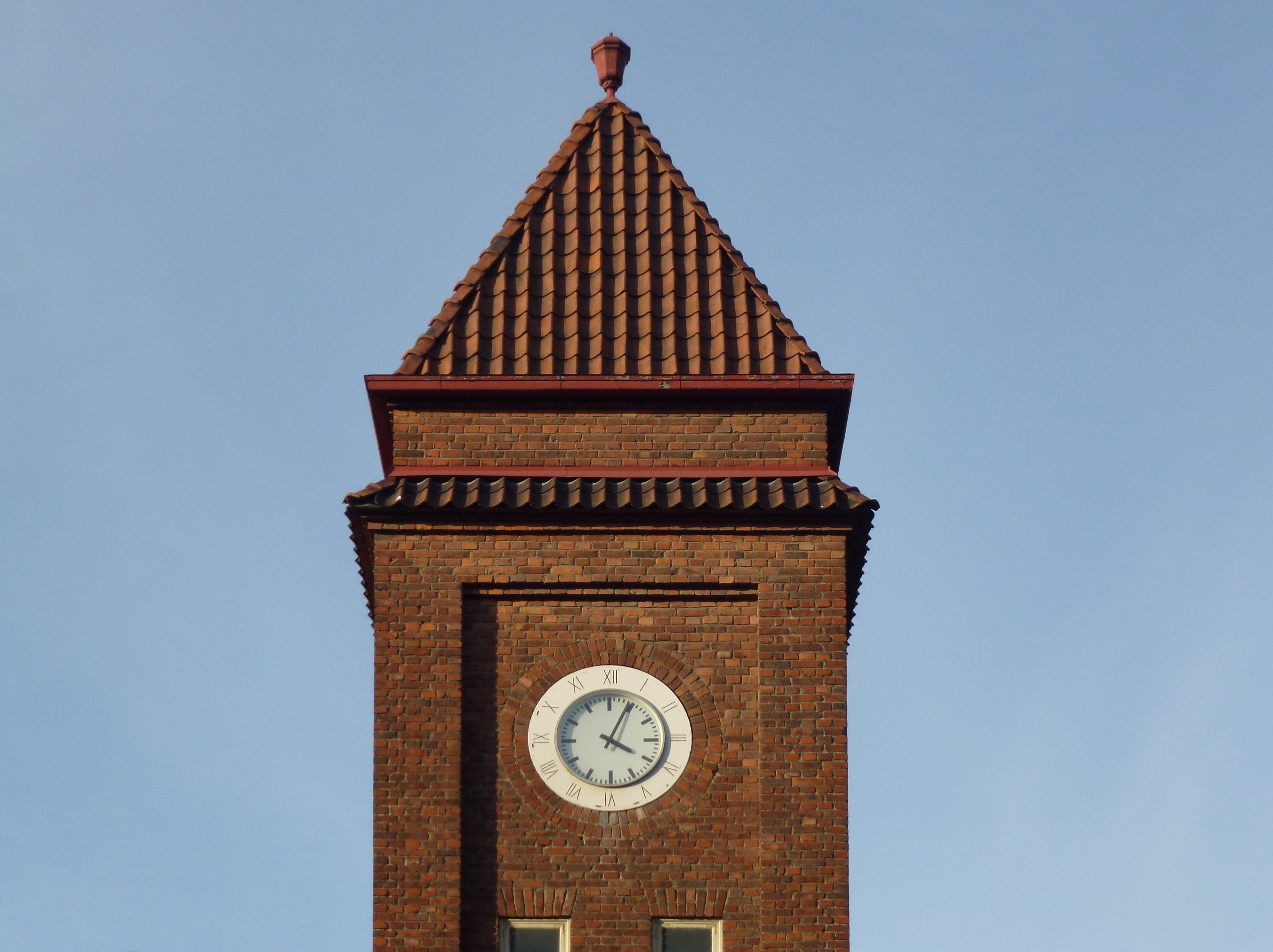
Klocktornet, 2012
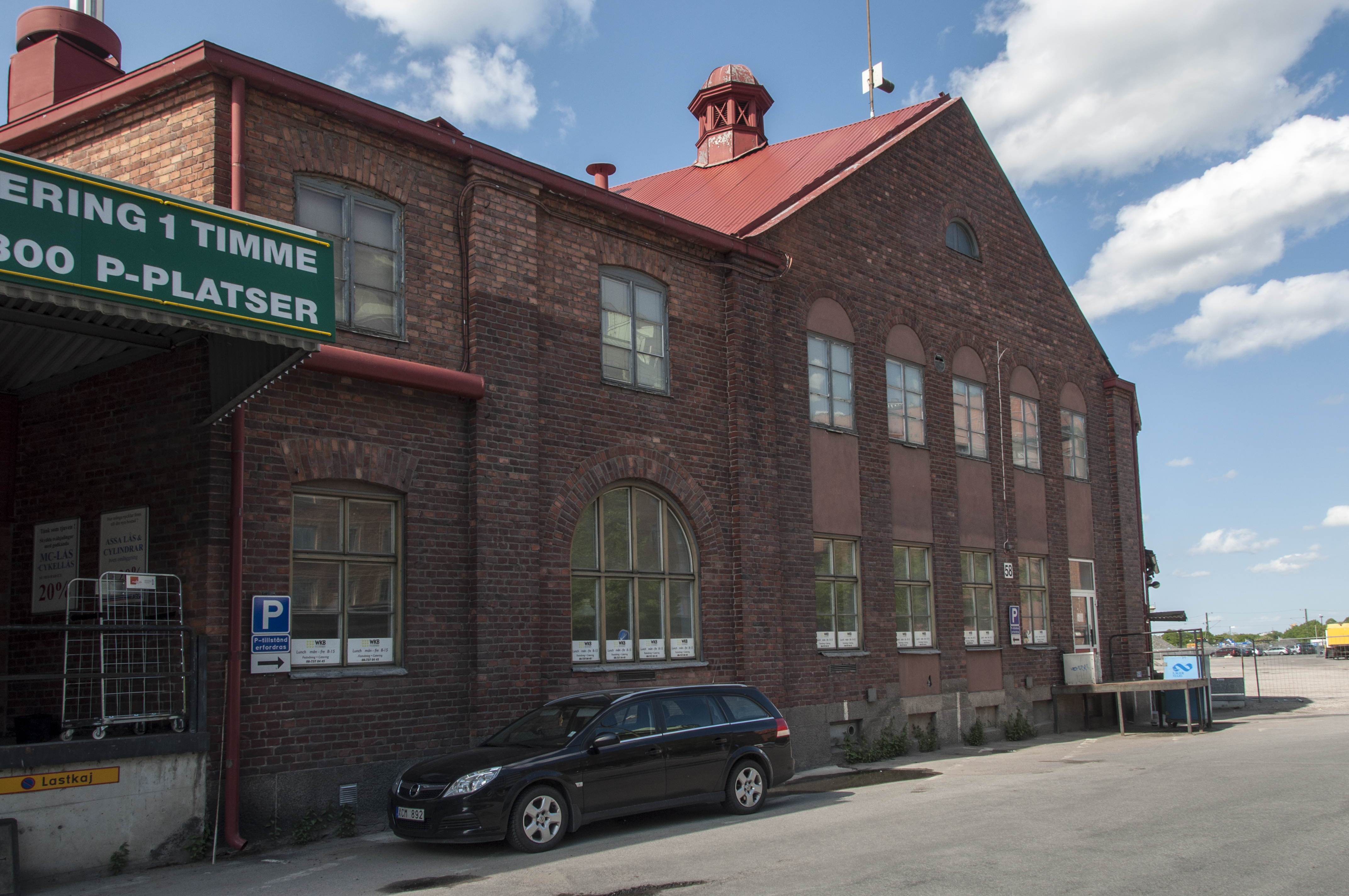
Expeditionshuset för ankommande gods, 2011
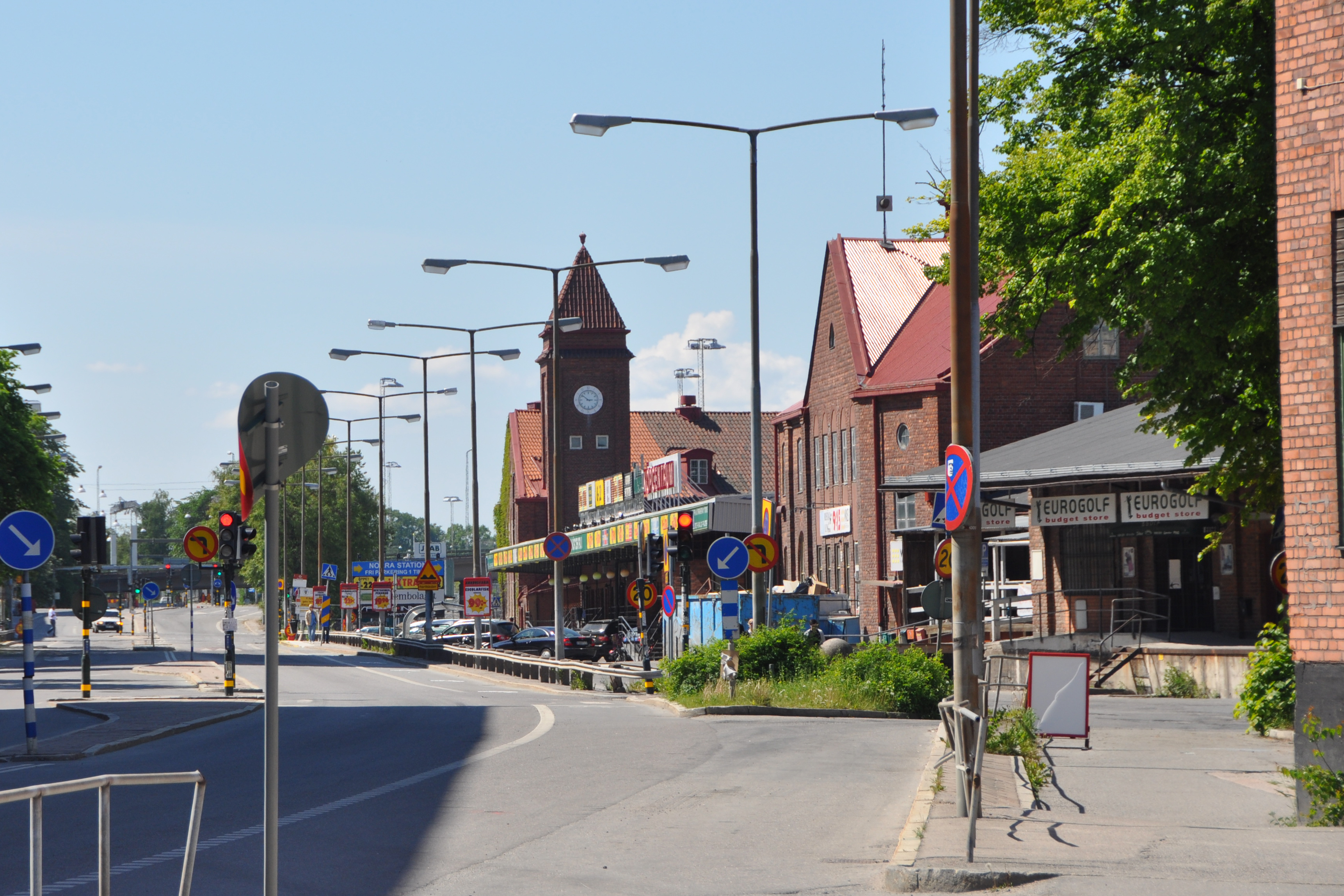
Norra station utmed Norra stationsgatan, 2010.

### Hagastaden och rivningen av stationsbyggnaderna

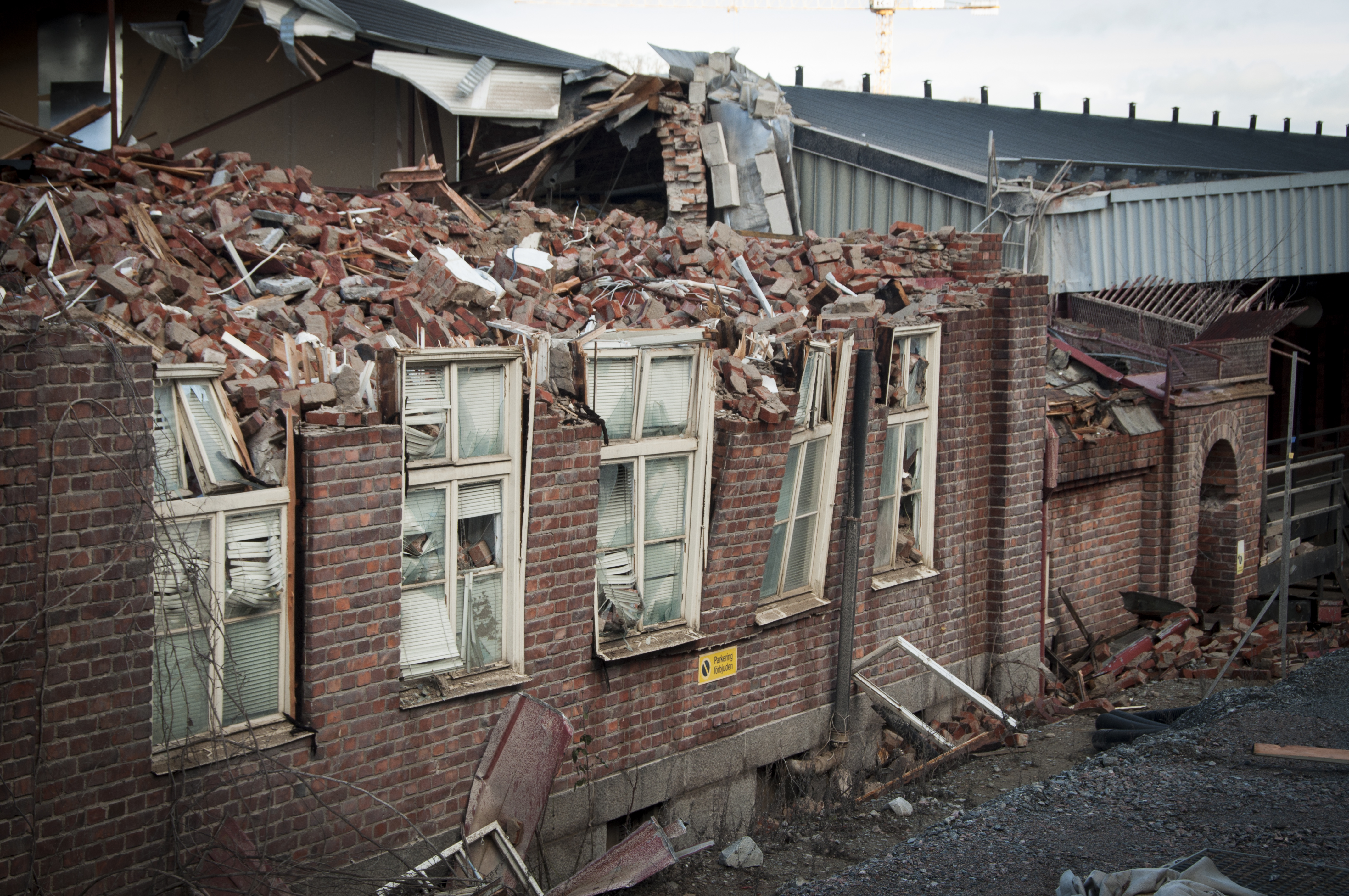
Rivningen av Klockhuset 2014

Området kommer att bebyggas med den nya stadsdelen Hagastaden, som är ett kommungränsöverskridande stadsutvecklingsprojekt som drivs av bland annat Stockholms kommun och Solna kommun. Den gällande detaljplanen förutsatte att stationsbyggnaderna revs.
Stockholms stadsmuseum motsatte sig en rivning av byggnaderna som ansågs ha ett stort kulturhistoriskt värde. I en remiss 2009 menade man att genom en rivning "kommer en viktig del av Stockholms historia med anknytning till järnvägen ej längre vara möjlig att uppleva".
År 2013 stängdes det köpcentrum som var inhyst i det sammanbindande magasinet i avvaktan på rivning. I februari 2014 revs Klockhuset, även om det tidigare sagts att själva tornet skulle kunna bevaras och flyttas inom området. Rivningen av Klockhuset orsakade protester bland allmänheten och uppmärksammades i media. Den 20 februari 2014 stoppades därför temporärt rivningsbeslutet för det kvarvarande expeditionshuset för ankommande gods. Folkpartistiska politiska företrädare ville att Stockholms stad skulle utreda om det kunde bevaras som en kompensation för det förlorade Klockhuset. Tegel från byggnaderna sparades för en eventuell senare återuppbyggnad av Klockhuset. Godsexpeditionen revs den 10 maj 2014. 
Den 3 april 2014 gick Moderaterna ut med att Klocktornet skulle byggas upp på en annan plats. Enligt Moderaterna skulle tornet uppföras som ”en konstnärlig utsmyckning och som en karaktärsmarkör för den nya stadsdelen”. Förslaget till placering av det nya Klocktornet var i parkstråket norr om korsningen Norra stationsgatan/Hälsingegatan, inte långt från ursprungsplatsen. Kostnaden för återuppbyggnaden beräknades till 11,7 miljoner kronor. Förslaget om en återuppbyggnad av Klocktornet stupade dock på att ingen av stadens förvaltningar ansåg sig ha möjligheten att äga och förvalta byggnaden. Ett återuppbyggt klocktorn finns inte heller med i någon av Hagastadens detaljplaner.